# 31961 Andreaferrero
31961 Andreaferrero è un asteroide della fascia principale. Scoperto nel 2000, presenta un'orbita caratterizzata da un semiasse maggiore pari a 2,279385 UA e da un'eccentricità di 0,229786, inclinata di 10,649505° rispetto all'eclittica. Ha un diametro di 2,940 km e un periodo di rotazione di 7,341 ore.